# Bahnhof Grenchen Süd

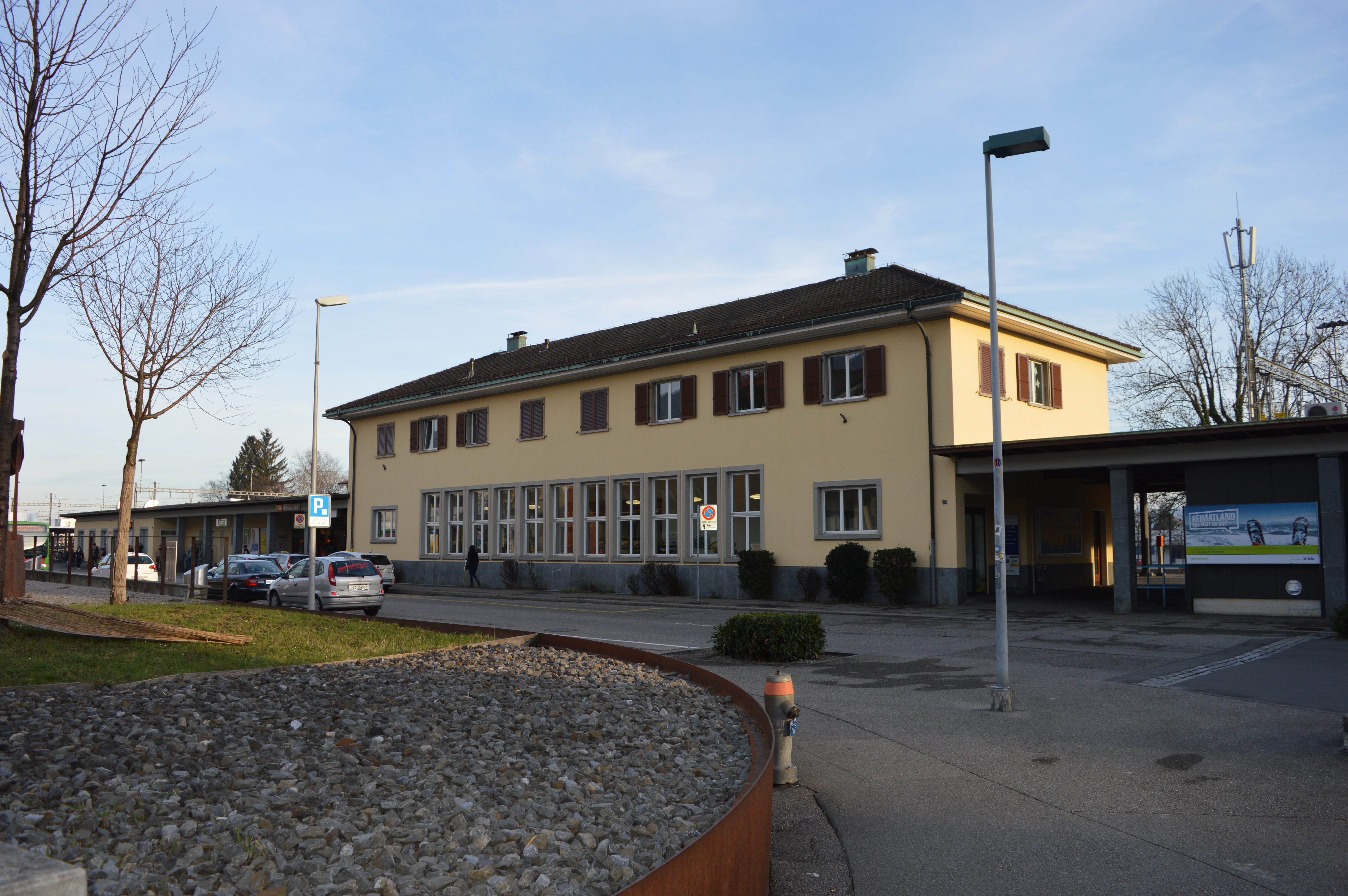
Empfangsgebäude des Bahnhofs Grenchen Süd (2016)

Der Bahnhof Grenchen während des Landesstreiks 1918

Der Bahnhof Grenchen Süd (lokal auch als Südbahnhof bezeichnet) ist einer der beiden Bahnhöfe der Stadt Grenchen. Er liegt an der von den SBB betriebenen Bahnstrecke Solothurn–Biel/Bienne. Als eine der wenigen Schweizer Städte verfügt Grenchen über zwei Bahnhöfe mit Fernverkehrshalt.

## Lage
Der Bahnhof liegt zentral im Stadtgebiet und stellt dabei die untere Grenze des Stadtkerns dar. Südlich des Bahnhofs liegt unter anderen der eher «ländliche» Teil Grenchens (die Grenchner Witi mit zahlreichen Bauernhöfen und Feldern sowie die Aare als natürliche Grenze zum Nachbarort Arch), aber auch Wohn- und Industriegebiete sowie diverse Infrastruktur- und Sportanlagen wie der Flughafen Grenchen, das Schwimmbad, das Fussballstadion Brühl und das Tissot Velodrome. Nördlich liegt das Stadtzentrum, etwa einen Fussweg von fünf Minuten entfernt. Der Bahnhof selbst liegt ziemlich exakt in Ost-West-Richtung, nördlich ist dabei der «Haupteingang» (Richtung Stadt), südlich ist der Bahnhof nur zu Fuss durch eine Unterführung erreichbar.

## Anlage

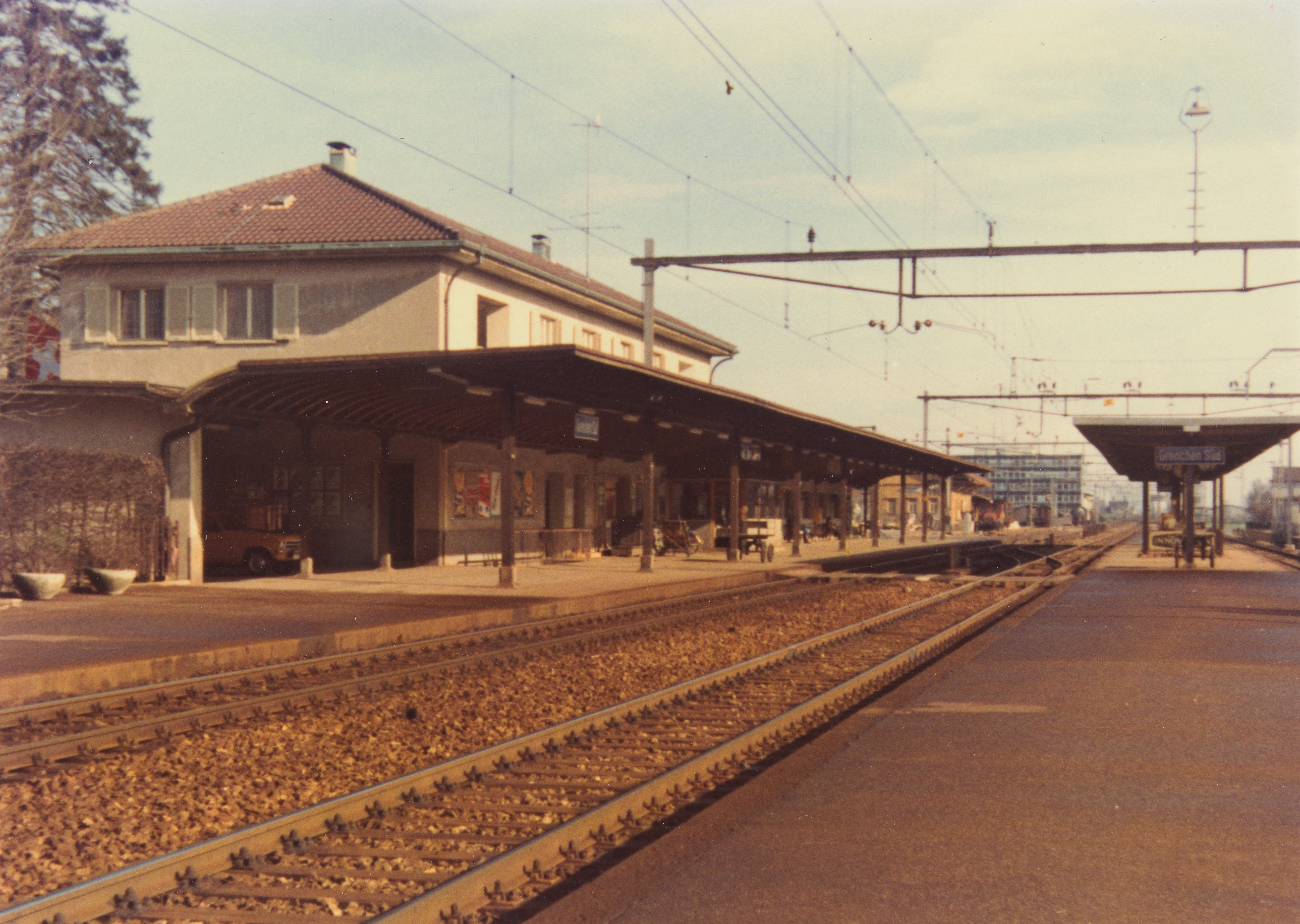
Stationsgebäude, Bahnseite

Der Bahnhof hat zwei Bahnsteige mit drei Gleisen, wobei das dritte Gleis ein Abstell- und Wartegleis darstellt. Das nördliche Gleis 1 bedient Züge in Richtung Zürich, das südliche Gleis 2 Züge in Richtung Biel. Gleis 3 liegt südlich unterhalb vom Bahnsteig zu Gleis 2 und wird eher selten gebraucht. Unter dem Bahnhof führt eine Unterführung hindurch, mit der man südlich unter den Bahnhof sowie zu den Gleisen 2 und 3 gelangen kann. Zur Infrastruktur des Bahnhofs gehört eine bediente SBB-Schalterhalle mit Reisebüro, ein Avec-Kiosk, Toiletten und Parkplätze. Auf Perron 1 gibt es seit 2010 auch ein Wartehäuschen. Drei Billetautomaten ermöglichen den Billetkauf und zahlreiche andere Dienste auch ausserhalb der Öffnungszeiten des Bahnhofs. Zum Bahnhof gehörte ein selten gebrauchter Güterschuppen, welcher 2013 abgerissen wurde, damit an seinem Standort die Park+Rail-Anlage vergrössert werden konnte. Noch heute vorhanden und in Benutzung sind 2 Gleise, die früher direkt südlich an den Güterschuppen anschlossen und die östlich zu Gleis 1 einspuren, bevor dieses den Bahnhof endgültig verlässt.

### Neuer Busbahnhof Grenchen
Über eine Neugestaltung des Bahnhofplatzes, der nördlich direkt an den Bahnhof Grenchen Süd anschliesst, wird schon seit (mindestens) 2007 diskutiert. Ein erstes Projekt wurde 2009 erarbeitet, wegen Kritik und aus Kostengründen aber nicht umgesetzt. In der Folgezeit gab es immer wieder Vorstösse, aber auch Unsicherheit, weil lange nicht klar war, welche (Ausbau-)Pläne Migros für das benachbarte Einkaufszentrum hegte. In der Zwischenzeit hatte die SBB den Güterschuppen abgerissen, um die P+R-Anlage zu vergrössern und neue Veloparkplätze zu erstellen.
2014 brachte ein überparteiliches Postulat das Projekt wieder ins Rollen. Im Juni 2017 wurden dem Gemeinderat vier Varianten vorgelegt, dies mit der Absicht, zuerst einmal Einigkeit über das Verkehrsregime zu erzielen, bevor Planungsgelder für Projekte ausgegeben werden, die am Ende keine Mehrheit finden. Da in der Gemeinderatssitzung vom 5. Juni 2018 dennoch keine Einigung erzielt werden konnte, wurde beschlossen, dass die Firma Metron Verkehrsplanung AG die vorliegenden Varianten zusammen mit Gemeinderäten und der Bau- und Planungskommission evaluieren sollte, um gemeinsam das «beste» Projekt herauszudestillieren.
Die Kostenschätzung des schlussendlich favorisierten Projektes belief sich im Dezember 2018 auf 4,6 Mio. Fr. Beantragt wurde ein Projektierungskredit in der Höhe von 290'000 Fr. für alle Planungsarbeiten bis zur Schlussabstimmung an der Urne.
Am 29. November 2020 befürwortete das Grenchner Stimmvolk an der Urne den Kredit von 5,649 Millionen Franken. Ein letzter wichtiger Schritt vor dem Start der Bauarbeiten war die Aufnahme des Bahnhofplatzes in die «Agglomerationsprogramme 4. Generation» des Bundes, welche im Juli 2022 erfolgte und mit welchem die Stadt Grenchen erstmals ein Agglomerationsprogramm eingereicht hatte. Durch die Aufnahme erhält das Projekt Subventionen in Höhe von schätzungsweise 2,5 Mio. Fr. vom Bund und vom Kanton Solothurn. Mit aktualisierten Kostenschätzungen stiegen die prognostizierten Gesamtkosten des Projektes auf rund 5,6 Mio. Fr.
Der Spatenstich für die Umgestaltung des Bahnhofplatzes mit dem Neubau des Busbahnhofes, der Neuordnung der Parkplätze und der Erweiterung der Velostation fand am 10. April 2023 statt. Der eigentliche Baustart erfolgte am darauffolgenden Tag. Geplant ist, die Bauarbeiten in sieben Abschnitten während einer Bauzeit von zwei bis drei Jahren durchzuführen.

## Betrieb

### Eisenbahn
Fernverkehrsverbindungen:
- 5 Lausanne – Biel/Bienne – Zürich HB ( – St. Gallen/Rorschach)  TT FZ BZ FS RZ , im Sommer zusätzlich , Lausanne–Zürich HB stündlich, mit Verlängerung zur Hauptverkehrszeit nach St. Gallen, Genève–Rorschach stündlich.

Regionalverkehr:
- S 20 Biel/Bienne – Solothurn – Olten, Biel/Bienne – Grenchen-Süd – Solothurn verkehrt halbstündlich, Biel/Bienne – Solothurn – Olten verkehrt stündlich.

Der Bahnhof hat sehr gute, da direkte Verbindungen zu zwei Bahnhöfen mit Zugang zur S-Bahn Bern:
- Bahnhof Biel/Bienne, S 3 S 31
- Bahnhof Solothurn, S 44

Vom Bahnhof Solothurn aus gibt es zudem einen Regional-Express der RBS, welcher direkt nach Bern fährt.

### Stadtbus
Der Busbetrieb Grenchen und Umgebung bedient den Bahnhof mit jeder Linie; die Bahnhofstrasse stellt den offiziellen Haupt-Umsteigeplatz dar. In den nächsten Jahren wird die Bahnhofstrasse grundlegend umgebaut und umorganisiert. (Siehe hierzu den Abschnitt Neuer Busbahnhof Grenchen.)

### Taxi
In der Bahnhofstrasse, direkt am Bahnhof, befindet sich einer der beiden Taxistände in der Stadt Grenchen.